# Masashi Miyamura
Masashi Miyamura (宮村 正志 Miyamura Masashi?,  nacido el 18 de febrero de 1969 en Tokio) es un exfutbolista japonés. Jugaba de centrocampista y su último club fue el Mito HollyHock de Japón.

## Trayectoria

### Clubes
| Club              | País  | Año         |
| ----------------- | ----- | ----------- |
| Yomiuri           | Japón | 1987 - 1992 |
| Fujita Industries | Japón | 1992 - 1993 |
| Avispa Fukuoka    | Japón | 1994 - 1997 |
| Mito HollyHock    | Japón | 1998        |

## Palmarés

### Títulos nacionales
| Título                   | Club    | País  | Año       |
| ------------------------ | ------- | ----- | --------- |
| Copa del Emperador       | Yomiuri | Japón | 1987      |
| Japan Soccer League      | Yomiuri | Japón | 1990-1991 |
| Copa Japan Soccer League | Yomiuri | Japón | 1991      |
| Japan Soccer League      | Yomiuri | Japón | 1991-1992 |